# Melkhaai
De melkhaai (Rhizoprionodon acutus) is een vis uit de familie van roofhaaien (Carcharhinidae), orde grondhaaien (Carcharhiniformes), die voorkomt in de drie belangrijkste oceanen van de wereld (Grote, Atlantische en Indische Oceaan).

## Anatomie
De melkhaai kan maximaal 175 centimeter lang en 5000 gram zwaar worden. De hoogst geregistreerde leeftijd 8 jaar. Het lichaam van de vis heeft een langgerekte vorm. Deze haai heeft twee rugvinnen en één aarsvin.
De brede, driehoekige borstvin begint onder het derde of vierde kieuwopening. De aarsvin is ongeveer twee keer zo lang als de tweede rugvin. De eerste rugvin is veel groter dan de tweede.

## Leefwijze
De melkhaai komt zowel in zoet-, zout- als brakwater voor en is gebonden aan een tropisch klimaat. De soort is voornamelijk te vinden in rivieren en zeeën. De diepte waarop de soort voorkomt is 1 tot 200 meter onder het wateroppervlak.
Het dieet van de vis bestaat hoofdzakelijk uit dierlijk voedsel. Hij eet macrofauna en jaagt op andere vis (het is een roofvis).

## Relatie tot de mens
De melkhaai is voor de visserij van aanzienlijk commercieel belang. Bovendien wordt er op de vis gejaagd in de hengelsport.